# Sent Julian de Bordelha
Sent Júlian de Bordelha (en francès Saint-Julien-de-Bourdeilles) és un municipi francès situat al departament de la Dordonya i a la regió de la Nova Aquitània.

## Demografia
| 1962                                       | 1968 | 1975 | 1982 | 1990 | 1999 | 2007 |
| ------------------------------------------ | ---- | ---- | ---- | ---- | ---- | ---- |
| 123                                        | 121  | 110  | 113  | 109  | 105  | 100  |
| Des de 1962: població sense dobles comptes |      |      |      |      |      |      |

## Administració
| Període   | Identitat               | Partit  |
| --------- | ----------------------- | ------- |
| 1959-1983 | Jean Rabier             |         |
| 1922-1959 | Alphonse Bouyer         |         |
| 1959-1977 | Pierre Charles Mazouaud |         |
| 1977-     | Bernard Mazouaud        | UMP-PRG |